# Південні Фудзівара
Південні Фудзівара або Нанке (яп. 藤原南家 або яп. 南家) — аристократичний рід середньовічної Японії, одна з гілок клану Фудзівара. Деякий час боролася за владу з імператорськими принцами і Північними Фудзіварами. Серед його представників є значні поети і письменники.

## Історія
Засновником роду став старший син Фудзівара но Фухіто — Фудзівара но Мутімаро. Отримав від батька маєток на півдні столиці держави, за що його рід став зватися Південними Фудзівара. Спільно зі своїми 3 братами, що стали засновниками родів Північні Фудзівара, Церемонійні Фудзівара і Столичні Фудзівара успішно боровся проти так званної імператорської партії в Дайдзьокані (Вищій державній раді). У 729 році вони досягли перемоги, в результаті чого Мутімаро очолив Дайдзьокан. Але смерть братів у 737 році внаслідок масштабної епідемії віспи завдало удару Фудзівара. Після смерті Фудзівара но Мутімаро, його нащадки вступили у боротьбу за владу з нащадками його братів.
Синам Мутіамаро — Тойонарі й Накамаро — довелося протистояти впливовомуроду Татібана, що очолив імператорську партію в Дайдзьокані. В результаті успіху у758 року Фудзівара но Накамаро став фактичним володарем держави при нмоінальному правління імператора Дзюнніна. Втім проти одноосібного панування Накамаро виступила імператорська рідня, яку підтримали інші гілки клану Фудзівара. В результаті 764 рокуНакамаро зазнав поразки й загинув. Смерть його брата Тойонарі у 766 році на тривалий час відкинуло рід Південних Фудзівара від участі в прийнятті важливих політичних рішень.
Тривалий час члени роду обіймали незначні посади при дворі, лише зрідка досягали міінстерських або вищих військових посад. Лише у 1140-х роках відбувається нове тимчасове піднесення Південних Фудзівара. Воно пов'язано з діяльністю Фудзівара но Мітінорі. Останній сприяв екс-імператорові Тоба впозбавленні Північних Фудзівара основних політичних важелів в державі. В першій половині 1150-х років набув значного впливу. У 1156—1160 роках фактично розділив владу в державі з Тайра но Кійоморі, але загинув 1160 року під час смути Хейдзі. З цього часу рід Південних Фудзівара остаточно підупав.

## Визначні представники
- Фудзівара но Мутімаро, засновник роду, Лівий міністр
- Фудзівара но Тойонарі, Правий міністр
- Фудзівара но Накамаро, Великий державний міністр
- Фудзівара но Корекімі, Правий міністр
- Фудзівара но Цуґінава, Правий міністр, сейї-тайсьоґун
- Укон, поетеса, одна з «Тридцяти шести безсмертних поетес»
- Фудзівара но Санекане, поет
- Фудзівара но Мітінорі, державний діяч, вчений